# Schellfisch

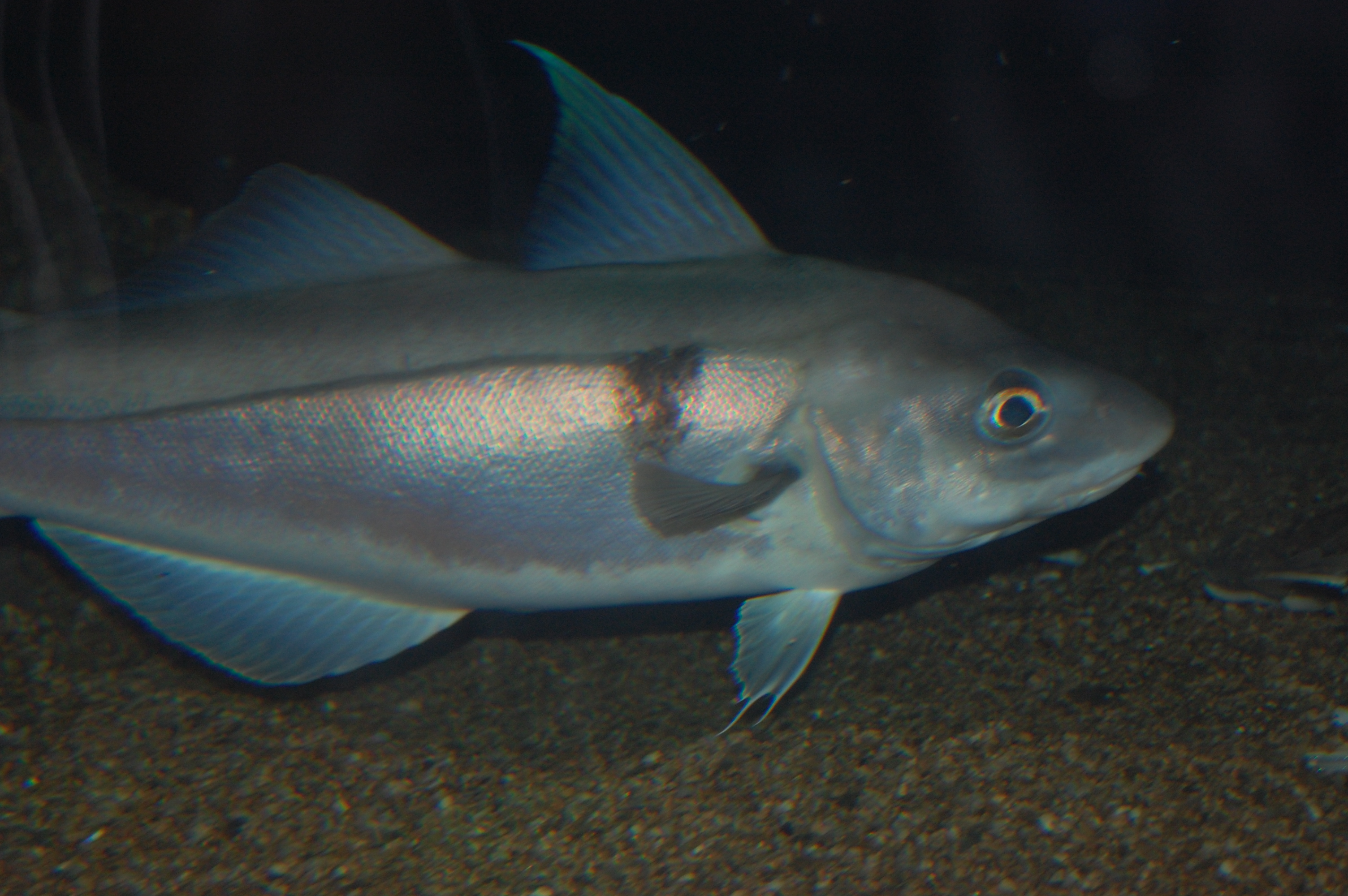
Melanogrammus aeglefinus im Boston Aquarium

Der Schellfisch (Melanogrammus aeglefinus, auch Aiglefin oder Aigrefin) ist ein Fisch aus der Familie der Dorsche (Gadidae), der in Meeren der gemäßigten Zonen vorkommt.

## Merkmale
Schellfische können bis zu einem Meter lang und 14 Kilogramm schwer werden. Ihr Oberkiefer ist länger als der Unterkiefer, der eine kurze Bartel trägt. Die Schnauze ist breiter als der Durchmesser der Augen. Die Seitenlinie ist schwarz. Oberhalb der Brustflosse befindet sich ein großer schwarzer Fleck.

## Vorkommen
Der Schellfisch lebt im europäischen Nordatlantik von der Biskaya über die Nordsee bis zur Barentssee und dem Weißen Meer. Außerdem kommt er in der Ostsee bis nach Bornholm, rund um Island, an der Südküste Grönlands, im westlichen Atlantik rund um Neufundland und an der Küste der nordöstlichen USA vor.

## Lebensweise
Schellfische leben dicht über dem Meeresboden in Tiefen von zehn bis 200 Metern. Sie ernähren sich vor allem vom Laich der Heringe und Lodden, aber auch von Würmern, Schlangensternen, Muscheln, Krebsen und Fischbrut. Die Fische laichen von März bis Juni in sehr salzigem Wasser, bei Temperaturen von 5 °C bis 7 °C, in Tiefen von 50 bis 150 Metern. Ein Weibchen kann 100.000 bis 1,5 Millionen Eier legen, die frei im Wasser schweben und langsam zur Wasseroberfläche treiben. Die Larven schlüpfen je nach Temperatur nach ein bis drei Wochen und sind dann 5 mm lang. Mit einer Länge von 5 bis 10 cm gehen sie zum Leben in der Nähe des Meeresbodens über. Nach einem Jahr sind sie 15 bis 18 cm lang. In der Nordsee werden sie bei einer Länge von 30 bis 40 cm mit drei bis vier Jahren geschlechtsreif, an der Küste Nordnorwegens erreichen sie die Fortpflanzungsfähigkeit erst mit 40 bis 70 cm Länge.

## Nutzung
Der Schellfisch wird mit Schleppnetzen und Langleinen gefangen und gelangt als Frischfisch oder als tiefgefrorenes Fischfilet sowie, vor allem in Großbritannien, geräuchert auf den Markt.
Schellfisch enthält je 100 Gramm 16,3 g Proteine und 0,45 g Fett. Damit ist das Fleisch des Schellfischs sehr fettarm. Der Energiegehalt ist mit 310 kJ (74 kcal) je 100 Gramm im Vergleich zu anderen Fischarten ebenfalls sehr gering. Schellfisch enthält große Mengen an Vitamin B12, weiterhin kommen auch Vitamin B3 und B6 in nennenswerter Menge vor.